# Boschi delle Groane
Boschi delle Groane este o arie protejată (arie specială de conservare — SAC, sit de importanță comunitară — SCI) din Italia întinsă pe o suprafață de 726 ha, integral pe uscat.

## Localizare
Centrul sitului Boschi delle Groane este situat la coordonatele 45°38′40″N 9°06′54″E / 45.644444°N 9.115°E.

## Înființare
Situl Boschi delle Groane a fost declarat sit de importanță comunitară în iunie 1995 pentru a proteja 1 specie de plante și 61 de specii de animale. Situl a fost protejat și ca arie specială de conservare în iulie 2016.

## Biodiversitate
Situată în ecoregiunea continentală, aria protejată conține 4 habitate naturale: Păduri de stejar sau de stejar și carpen sub-atlantice și medio-europene de Carpinion betuli, Pajiști uscate europene, Păduri acidofile de stejar bătrân cu Quercus robur pe câmpii nisipoase, Ape stătătoare oligotrofe până la mezotrofe, cu vegetație de Littorelletea uniflorae și/sau de Isoëto-Nanojuncetea.
La baza desemnării sitului se află mai multe specii protejate:
- plante (1): Eleocharis carniolica
- păsări (56): uliu porumbar (Accipiter gentilis), uliu păsărar (Accipiter nisus), lăcar-de-lac (Acrocephalus scirpaceus), ciocârlie-de-câmp (Alauda arvensis), pescăruș albastru (Alcedo atthis), rață mare (Anas platyrhynchos), fâsă de luncă (Anthus pratensis), fâsă de pădure (Anthus trivialis), stârc cenușiu (Ardea cinerea), ciuf-de-pădure (Asio otus), cucuvea (Athene noctua), șorecarul comun (Buteo buteo), caprimulg (Caprimulgus europaeus), Certhia brachydactyla, barză albă (Ciconia ciconia), erete de stuf (Circus aeruginosus), prepeliță (Coturnix coturnix), lăstun de casă (Delichon urbicum), ciocănitoare pestriță mare (Dendrocopos major), Dryobates minor, egretă mică (Egretta garzetta), presură de munte (Emberiza cia), presură galbenă (Emberiza citrinella), presură de stuf (Emberiza schoeniclus), șoim călător (Falco peregrinus), vânturel roșu (Falco tinnunculus), muscar negru (Ficedula hypoleuca), Hippolais polyglotta, rândunică (Hirundo rustica), stârc pitic (Ixobrychus minutus), capîntortură (Jynx torquilla), sfrâncioc roșiatic (Lanius collurio), privighetoare (Luscinia megarhynchos), prigoare (Merops apiaster), gaia neagră (Milvus migrans), codobatura galbenă (Motacilla flava), muscar sur (Muscicapa striata), stârc de noapte (Nycticorax nycticorax), grangur (Oriolus oriolus), viespar (Pernis apivorus), codroșul de pădure (Phoenicurus phoenicurus), ciocănitoarea verde (Picus viridis), pițigoi sur (Poecile palustris), brumăriță de pădure (Prunella modularis), aușel sprâncenat (Regulus ignicapilla), lăstun de mal (Riparia riparia), mărăcinar negru (Saxicola torquatus), sitar de pădure (Scolopax rusticola), rață cârâitoare (Spatula querquedula), turturică (Streptopelia turtur), huhurez mic (Strix aluco), silvie de zăvoi (Sylvia borin), silvie de câmp (Sylvia communis), strigă (Tyto alba), pupăză (Upupa epops), nagâț (Vanellus vanellus)
- amfibieni (2): Rana latastei, Triturus carnifex
- mamifere (1): liliac comun (Myotis myotis)
- nevertebrate (2): croitorul mare al stejarului (Cerambyx cerdo), rădașcă (Lucanus cervus)

Pe lângă speciile protejate, pe teritoriul sitului au mai fost identificate 19 specii de plante, 5 specii de amfibieni, 15 specii de mamifere, 3 specii de nevertebrate, 8 specii de reptile.